# 午日奇屍
《午日奇屍》（英語：Evil Under the Sun）是一部1982年的英國懸疑電影，改編自阿加莎·克里斯蒂1941年的同名小說，由蓋·漢彌爾頓執導。皮特·乌斯蒂诺夫飾演比利時偵探赫丘勒·白羅，他曾在1978年电影《尼罗河上的惨案》中飾演同一角色。

## 剧情
一名徒步旅行者在英格蘭北約克沼澤發現一具女尸。死者是被勒死的，身份被確認為艾丽斯·鲁伯。大約在同一時間，比利时侦探赫赫丘勒·白羅受一家保险公司之托，检查一枚属于百万富翁实业家霍勒斯·布拉特爵士的钻戒。白羅同意他的看法，认为這是枚赝品，並且确认霍勒斯爵士确实把真鑽石送給了情婦阿琳娜·斯图尔特·马歇尔，但他們分手後，她顯然歸還了一颗假鑽石。白羅同意在亚得里亚海的一个高级小岛上与马歇尔见面，与她当面对质。岛上的这座酒店曾是泰拉尼亚国王的避暑行宫，国王曾有个情妇叫达夫妮·卡斯尔，后来国王选中了王后，他为了堵达夫妮的口送她这座行宫，她就把它改成了现在这座豪华的酒店。
霍勒斯爵士的前任情妇阿琳娜是一名演员，她与丈夫肯尼思一起前来度假。阿琳娜对他的女儿琳达施以精神虐待，并与克里斯蒂娜的丈夫帕特里克·雷德芬调情。帕特里克之所以来到岛上，只是因为阿琳娜安排並支付了費用。肯尼思向他的老朋友达夫妮求助，达夫妮对阿琳娜对待他和琳达的方式感到震惊。阿琳娜還因退出一部重要戲劇並拒絕在另一部戲劇中扮演角色，給同樣在这里度假的戲劇製片人奥德尔和迈拉·加德纳帶來了经济上的麻烦。作家雷克斯·布鲁斯特已经花光了预支给他的版税，用於为阿琳娜撰写一本全面的传记，但她拒絕為他提供这本傳記的發行權，这让他非常恼火。第三天一早，阿琳娜乘划桨船前往梯子湾。帕特里克和迈拉乘船环岛旅行，看到海滩上躺着一具一动不动的尸体。帕特里克走近尸体，认出了阿琳娜，并说她已被勒死。白羅必须搞清楚他的七位同伴、霍勒斯爵士和达夫妮中谁是凶手。
案发时，达夫妮听到肯尼思在房间里打字，而克里斯蒂娜在海鸥湾和琳达一起，直到11:55才离开，去参加12:30的网球比赛。霍拉斯爵士11:30在梯子湾与阿琳娜争论钻石的事，他的游艇船员和达夫妮都证实了这一点。阿琳娜还拿着钻石，并承诺当晚做出解释，而白羅则在附近的一个石窟里发现了那个假珠宝。帕特里克和迈拉在11:30离开，看到霍拉斯爵士的游艇驶来，听到正午的大炮声响。雷克斯在12:00进入海鸥湾时遇到了琳达，并说一个从悬崖顶上扔下来的瓶子差点砸到他。达夫妮和她的工作人員看到奥德尔在讀書。他声称12:15水压过低妨碍了他在打网球前洗澡，但没有人承认在那个时间洗澡。
白羅将众人集中在一起，指控克里斯蒂娜和帕特里克作案：克里斯蒂娜打晕了阿琳娜，把她藏在附近的石窟里，帕特里克随后掐死了无助的阿琳娜。克里斯蒂娜假扮成阿琳娜，化了妝模擬曬黑的樣子，穿上阿琳娜的泳装，脸上盖著大红帽子，故意让帕特里克当着迈拉的面誤認了她。但白羅在石窟里闻到了阿琳娜的香水味。克里斯蒂娜把琳达的手表调快了二十分钟，建议她戴上泳帽，以掩盖正午的炮声，之后又把手表调了回去。她把乳液瓶扔了出去，差点砸到雷克斯，然后洗掉了她晒黑的皮肤，这就使酒店糟糕的供水系统失去了压力。白羅怀疑帕特里克用复制品掉包了霍拉斯爵士的珠宝，帕特里克和克里斯蒂娜为了掩盖偷窃行为杀死了阿琳娜。雷德芬夫妇对这位侦探的指控嗤之以鼻，并指出他并没有真凭实据。
离开旅馆时，帕特里克用支票付款，以一種獨特的方式簽下了“雷德芬”（Redfern）中的“R”，白羅认出这与约克郡沼澤受害者的丈夫“费利克斯·鲁伯”（Felix Ruber）签自己名字的方式如出一辙。发现尸体的徒步旅行者就是克里斯蒂娜，这就为帕特里克提供了不在场证明。白羅知道等看到英国警方提供的照片就会证实帕特里克和费利克斯是同一个人。帕特里克把一根在他逗留期間從未點燃過的烟斗放進嘴裡；白羅把烟斗倒空，露出了真钻石。帕特里克一拳将白羅打晕。结尾部分，达夫妮给已经清醒的白羅喂食，并告诉他国王将授予他一级圣古德温活神仙奖章，肯尼思和琳达在一旁微笑地看着。与此同时，达夫妮的几名工作人员将雷德芬夫妇绑在开往大陆的穿梭船上，而布拉特、布鲁斯特和加德纳夫妇则在布拉特的游艇上喝着香槟，幸灾乐祸地嘲笑这对凶残的夫妇。

## 演员
- 皮特·乌斯蒂诺夫 饰 赫丘勒·白羅
- 柯林·布萊克利（英语：Colin Blakely） 饰 霍勒斯·布拉特爵士
- 珍·柏金 饰 克里斯蒂娜·雷德芬
- 尼古拉斯·克萊（英语：Nicholas Clay） 饰 帕特里克·雷德芬
- 瑪姬·史密芙 饰 达夫妮·卡斯尔
- 羅迪·麥克道爾 饰 雷克斯·布鲁斯特
- 西爾維婭·邁爾斯（英语：Sylvia Miles） 饰 迈拉·加德纳
- 詹姆士·梅遜 饰 奥德尔·加德纳
- 丹尼斯·奎勒（英语：Denis Quilley） 饰 肯尼思·马歇尔
- 戴安娜·瑞格 饰 阿琳娜·斯图尔特·马歇尔
- 埃米莉·霍恩 饰 琳达·马歇尔

## 荣誉
| 奖项      | 类别     | 人物          | 结果 |
| --------- | -------- | ------------- | ---- |
| 愛倫·坡獎 | 最佳影片 | 安東尼·沙弗爾 | 提名 |

## 续集
這部电影有几部電視影片续集（《死亡晚宴》《殺人三步曲》《三屍奇案》），均由乌斯蒂诺夫主演，以及1988年的長片《死亡約會》，標誌著他最後一次飾演赫丘勒·白羅。